# MetalJesusRocks
Jason Lindsey (Seattle, 22 januari 1971), bekend als MetalJesusRocks, is een Amerikaanse youtuber. Voor zijn YouTube-kanaal maakt hij voornamelijk video's over computerspellen. In deze video's bespreekt hij favoriete speltitels voor elk platform, toont hij zoektochten naar games, aanpassingen aan spelcomputers en de zogenaamde hidden gems (bijzondere en unieke spellen). Ook zijn voorliefde voor metal- en rockmuziek op vinyl blijft niet onbesproken.
Lindsey was begin jaren 90 werkzaam bij Sierra On-Line en speelde een rol in het computerspel Shivers II: Harvest of Souls.
Op zijn kanaal toonde hij in 2016 een zeldzaam prototype van de Nintendo 64DD voor de Amerikaanse markt.